# 八德交流道
八德交流道是國道三號規劃中的交流道，雖名為八德，惟實際位置位於臺灣桃園市大溪區，指標為57k。預計2030年通車，完工後可紓解八德地區及國道二號大湳交流道的車流。